# 2015年のナショナルリーグチャンピオンシップシリーズ
2015年の野球において、メジャーリーグベースボール（MLB）のポストシーズンは10月6日に開幕した。ナショナルリーグの第46回リーグチャンピオンシップシリーズ（英語: 46th National League Championship Series、以下「リーグ優勝決定戦」と表記）は、17日から21日にかけて計4試合が開催された。その結果、ニューヨーク・メッツ（東地区）がシカゴ・カブス（中地区）を4勝0敗で下し、15年ぶり5回目のリーグ優勝およびワールドシリーズ進出を果たした。
両球団がポストシーズンで対戦するのはこれが初めて。メッツは、初戦の初回表にダニエル・マーフィーのソロ本塁打で先制して以降、カブスに1イニングも得点を先行させないままシリーズを制した。ポストシーズンの7戦4勝制シリーズにおいて相手に一度もリードを許さなかったのは、2012年アメリカンリーグ優勝決定戦でのデトロイト・タイガース以来3年ぶり6球団目である。マーフィーはその一打を皮切りに全4試合で本塁打を放つなど、打率.529・4本塁打・6打点・OPS 1.294という成績を残し、シリーズMVPに選出された。しかしメッツは、ワールドシリーズではアメリカンリーグ王者カンザスシティ・ロイヤルズに1勝4敗で敗れ、29年ぶり3度目の優勝を逃した。

## 両チームの2015年
10月13日にまずカブス（中地区3位＝第2ワイルドカード）が、そして15日にはメッツ（東地区優勝）が、それぞれ地区シリーズ突破を決めてリーグ優勝決定戦へ駒を進めた。
カブスは2014年、73勝89敗で2年連続の地区最下位に沈んだ。若手選手の育成に目処がついたことからオフは積極的な補強に転じ、監督にジョー・マドンを招聘したほか、先発投手ジョン・レスターや外野手デクスター・ファウラーなど実績のある選手も加えた。2015年は序盤、地区首位セントルイス・カージナルスに次ぐ2位につける。だが徐々に差を広げられ、6月にはピッツバーグ・パイレーツにも抜かれて3位に落ちた。前半戦終了時点では47勝40敗で、上位とのゲーム差は首位カージナルスと8.0、2位パイレーツと5.5離された。ただワイルドカード争いでは2位を確保し、3位メッツに1.0ゲーム差をつけた。後半戦に入ると、ジェイク・アリエータが15先発・107.1イニングで防御率0.75と好投を続け、チームも勢いに乗って球団史上79年ぶりの25戦21勝を記録するなど上位を追う。結局こうした追い上げも及ばず地区では3位にとどまったものの、ワイルドカード争いでは3位以下を引き離していき、9月25日にポストシーズン進出を確定させた。平均得点4.25はリーグ6位、防御率3.36はリーグ3位。野手陣ではクリス・ブライアントの147試合をはじめ新人が4人も50試合以上の先発機会を得たが、それでいて打線はリーグ最多の四球を選びつつ2桁本塁打達成者を9人擁するという強力なものとなった。ワイルドカードゲームではパイレーツに4－0で勝利し、地区シリーズではカージナルスを3勝1敗で下した。
メッツは2014年を、地区2位タイながら79勝83敗の負け越しで終えた。ワシントン・ナショナルズがその年の東地区を制し、翌2015年もワールドシリーズ優勝の有力候補とみられていた。メッツは2015年へ向け、投手陣ではマット・ハービーがトミー・ジョン手術から復帰するほか、ジェイコブ・デグロムら若手の成長が見込めたものの、打線はOPS.673と低迷した割にオフの補強がマイケル・カダイアーのみにとどまり不安を残した。シーズンが開幕すると、4月11日に抑え投手ヘンリー・メヒアが禁止薬物使用で80試合の出場停止処分を受ける。しかしメッツはその翌日から11連勝を記録し地区首位に浮上、その後もナショナルズと首位争いを展開し、前半戦終了時点では2.0ゲーム差の2位につけた。メヒアに代わる抑えとしてジェウリス・ファミリアが定着、11連勝中に8セーブを挙げ、先発ローテーションのデグロムやハービーらとともに首位争いの原動力となった。後半戦に入ってトレードで複数の選手を補強すると、そのなかでも特にヨエニス・セスペデスが57試合で17本塁打・44打点を記録するなどの活躍を見せ、チームの勢いを増す。8月3日に単独首位に立ってからも、ナショナルズが後半戦35勝40敗と失速するのを尻目に勝利を積み重ね、9月26日に9年ぶりの地区優勝を決めた。平均得点4.22はリーグ7位、防御率3.43はリーグ4位。地区シリーズではロサンゼルス・ドジャースを3勝2敗で下した。
リーグ優勝決定戦の第1・2・6・7戦を本拠地で開催できる "ホームフィールド・アドバンテージ" は、地区優勝球団どうしが対戦する場合はレギュラーシーズンの勝率がより高いほうの球団に、地区優勝球団とワイルドカード球団が対戦する場合は地区優勝球団に与えられる。したがって今シリーズでは、メッツがアドバンテージを得る。この年のレギュラーシーズンでは両球団は7試合対戦し、カブスが全勝していた。

## ロースター
両チームの出場選手登録（ロースター）は以下の通り。
- 名前の横の★はこの年のオールスターゲームに選出された選手を、＃はレギュラーシーズン開幕後に入団した選手を示す。
- 年齢は今シリーズ開幕時点でのもの。

| シカゴ・カブス | シカゴ・カブス | シカゴ・カブス     | シカゴ・カブス             | シカゴ・カブス | シカゴ・カブス | シカゴ・カブス | ニューヨーク・メッツ | ニューヨーク・メッツ | ニューヨーク・メッツ | ニューヨーク・メッツ       | ニューヨーク・メッツ | ニューヨーク・メッツ | ニューヨーク・メッツ |
| 守備位置       | 背番号         | 出身               | 選手                       | 投             | 打             | 年齢           | 守備位置             | 背番号               | 出身                 | 選手                       | 投                   | 打                   | 年齢                 |
| -------------- | -------------- | ------------------ | -------------------------- | -------------- | -------------- | -------------- | -------------------- | -------------------- | -------------------- | -------------------------- | -------------------- | -------------------- | -------------------- |
| 投手           | 49             | アメリカ合衆国の旗 | ジェイク・アリエータ       | 右             | 右             | 29             | 投手                 | 46                   | アメリカ合衆国の旗   | タイラー・クリッパード＃   | 右                   | 右                   | 30                   |
| 投手           | 53             | アメリカ合衆国の旗 | トレバー・ケーヒル＃       | 右             | 右             | 27             | 投手                 | 40                   | ドミニカ共和国の旗   | バートロ・コローン         | 右                   | 右                   | 42                   |
| 投手           | 39             | アメリカ合衆国の旗 | ジェイソン・ハメル         | 右             | 右             | 33             | 投手                 | 48                   | アメリカ合衆国の旗   | ジェイコブ・デグロム★      | 右                   | 左                   | 27                   |
| 投手           | 52             | アメリカ合衆国の旗 | ジャスティン・グリム       | 右             | 右             | 27             | 投手                 | 27                   | ドミニカ共和国の旗   | ジェウリス・ファミリア     | 右                   | 右                   | 26                   |
| 投手           | 28             | アメリカ合衆国の旗 | カイル・ヘンドリックス     | 右             | 右             | 25             | 投手                 | 36                   | アメリカ合衆国の旗   | ショーン・ギルマーティン   | 左                   | 左                   | 25                   |
| 投手           | 34             | アメリカ合衆国の旗 | ジョン・レスター           | 左             | 左             | 31             | 投手                 | 33                   | アメリカ合衆国の旗   | マット・ハービー           | 右                   | 右                   | 26                   |
| 投手           | 33             | アメリカ合衆国の旗 | クレイトン・リチャード＃   | 左             | 左             | 32             | 投手                 | 32                   | アメリカ合衆国の旗   | スティーブン・マッツ       | 左                   | 右                   | 24                   |
| 投手           | 57             | ドミニカ共和国の旗 | フェルナンド・ロドニー＃   | 右             | 右             | 38             | 投手                 | 49                   | アメリカ合衆国の旗   | ジョナソン・ニース         | 左                   | 左                   | 28                   |
| 投手           | 56             | ベネズエラの旗     | ヘクター・ロンドン         | 右             | 右             | 27             | 投手                 | 43                   | アメリカ合衆国の旗   | アディソン・リード＃       | 右                   | 左                   | 26                   |
| 投手           | 46             | ドミニカ共和国の旗 | ペドロ・ストロップ         | 右             | 右             | 30             | 投手                 | 47                   | ドミニカ共和国の旗   | ハンセル・ロブレス         | 右                   | 右                   | 25                   |
| 投手           | 37             | アメリカ合衆国の旗 | トラビス・ウッド           | 左             | 右             | 28             | 投手                 | 34                   | アメリカ合衆国の旗   | ノア・シンダーガード       | 右                   | 左                   | 23                   |
| 捕手           | 47             | ベネズエラの旗     | ミゲル・モンテロ           | 右             | 左             | 32             | 捕手                 | 7                    | アメリカ合衆国の旗   | トラビス・ダーノー         | 右                   | 右                   | 26                   |
| 捕手           | 3              | アメリカ合衆国の旗 | デビッド・ロス             | 右             | 右             | 38             | 捕手                 | 22                   | アメリカ合衆国の旗   | ケビン・プラウェッキー     | 右                   | 右                   | 24                   |
| 内野手         | 9              | プエルトリコの旗   | ハビアー・バエズ           | 右             | 右             | 22             | 内野手               | 21                   | アメリカ合衆国の旗   | ルーカス・ドゥーダ         | 右                   | 左                   | 29                   |
| 内野手         | 17             | アメリカ合衆国の旗 | クリス・ブライアント★      | 右             | 右             | 23             | 内野手               | 4                    | ベネズエラの旗       | ウィルマー・フローレス     | 右                   | 右                   | 24                   |
| 内野手         | 13             | ドミニカ共和国の旗 | スターリン・カストロ       | 右             | 右             | 25             | 内野手               | 55                   | アメリカ合衆国の旗   | ケリー・ジョンソン＃       | 右                   | 左                   | 33                   |
| 内野手         | 44             | アメリカ合衆国の旗 | アンソニー・リゾ★          | 左             | 左             | 26             | 内野手               | 28                   | アメリカ合衆国の旗   | ダニエル・マーフィー       | 右                   | 左                   | 30                   |
| 内野手         | 11             | アメリカ合衆国の旗 | トミー・ラステラ           | 右             | 左             | 26             | 内野手               | 56                   | アメリカ合衆国の旗   | マット・レイノルズ         | 右                   | 右                   | 24                   |
| 外野手         | 5              | アメリカ合衆国の旗 | クインティン・ベリー＃     | 左             | 左             | 30             | 内野手               | 5                    | アメリカ合衆国の旗   | デビッド・ライト           | 右                   | 右                   | 32                   |
| 外野手         | 15             | アメリカ合衆国の旗 | クリス・デノーフィア       | 右             | 右             | 35             | 外野手               | 52                   | キューバの旗         | ヨエニス・セスペデス＃     | 右                   | 右                   | 29                   |
| 外野手         | 8              | アメリカ合衆国の旗 | クリス・コグラン           | 右             | 左             | 30             | 外野手               | 30                   | アメリカ合衆国の旗   | マイケル・コンフォルト     | 右                   | 左                   | 22                   |
| 外野手         | 24             | アメリカ合衆国の旗 | デクスター・ファウラー     | 右             | 両             | 29             | 外野手               | 23                   | アメリカ合衆国の旗   | マイケル・カダイアー       | 右                   | 右                   | 36                   |
| 外野手         | 27             | アメリカ合衆国の旗 | オースティン・ジャクソン＃ | 右             | 右             | 28             | 外野手               | 3                    | アメリカ合衆国の旗   | カーティス・グランダーソン | 右                   | 左                   | 34                   |
| 外野手         | 12             | アメリカ合衆国の旗 | カイル・シュワーバー       | 右             | 左             | 22             | 外野手               | 12                   | ドミニカ共和国の旗   | フアン・ラガーレス         | 右                   | 右                   | 26                   |
| 外野手         | 68             | キューバの旗       | ホルヘ・ソレア             | 右             | 右             | 23             | 外野手               | 9                    | アメリカ合衆国の旗   | カーク・ニューエンハイス＃ | 右                   | 左                   | 28                   |

カブスは地区シリーズのロースターから、内野手のアディソン・ラッセルに代えて外野手のクインティン・ベリーを登録した。ラッセルは今ポストシーズンで正遊撃手を務めていたが、地区シリーズ第3戦で三塁打を放った際に左ハムストリングを痛めた。ラッセルが復帰を急いで怪我を再発させることのないように、カブスはラッセルをロースターから外して治療に専念させ、遊撃には控えのハビアー・バエズを起用することにした。ベリーはポストシーズンも含めた通算で33度の盗塁企図中失敗が1度だけという足を武器としており、今シリーズでも代走での起用が見込まれる。
メッツは地区シリーズのロースターから救援投手を入れ替え、右腕エリック・ゴーデルを外して左腕ショーン・ギルマーティンを登録した。ゴーデルは地区シリーズ第3戦の9回表に今ポストシーズン初登板を果たしたが、4打者と対戦して単打→単打→本塁打→単打とひとりもアウトにすることができずに降板し、翌日以降の2試合では出番を与えられなかった。唯一の救援左腕ジョナソン・ニースの身内が今シリーズ開幕前日に亡くなり、ニースが忌引でチームを一時的に離脱する可能性が浮上したことから、メッツはギルマーティンを加えることで左腕の枚数を増やすことにした。

## 試合結果
2015年のナショナルリーグ優勝決定戦は10月17日に開幕し、途中に移動日を挟んで5日間で4試合が行われた。日程・結果は以下の通り。
| 日付                                                 | 試合  | ビジター球団（先攻） | スコア | ホーム球団（後攻）   | 開催球場             | 開催球場                                     |
| ---------------------------------------------------- | ----- | -------------------- | ------ | -------------------- | -------------------- | -------------------------------------------- |
| 10月17日（土）                                       | 第1戦 | シカゴ・カブス       | 2－4   | ニューヨーク・メッツ | シティ・フィールド   | シティ・ · フィールドリグレー・ · フィールド |
| 10月18日（日）                                       | 第2戦 | シカゴ・カブス       | 1－4   | ニューヨーク・メッツ | シティ・フィールド   | シティ・ · フィールドリグレー・ · フィールド |
| 10月19日（月）                                       |       | 移動日               | 移動日 | 移動日               |                      | シティ・ · フィールドリグレー・ · フィールド |
| 10月20日（火）                                       | 第3戦 | ニューヨーク・メッツ | 5－2   | シカゴ・カブス       | リグレー・フィールド | シティ・ · フィールドリグレー・ · フィールド |
| 10月21日（水）                                       | 第4戦 | ニューヨーク・メッツ | 5－2   | シカゴ・カブス       | リグレー・フィールド | シティ・ · フィールドリグレー・ · フィールド |
| 優勝：ニューヨーク・メッツ（4勝0敗 / 15年ぶり5度目） |       |                      |        |                      |                      | シティ・ · フィールドリグレー・ · フィールド |

### 第1戦 10月17日
- シティ・フィールド（ニューヨーク州ニューヨーク市クイーンズ区）

|                      | 1 | 2 | 3 | 4 | 5 | 6 | 7 | 8 | 9 | R | H | E |
| -------------------- | - | - | - | - | - | - | - | - | - | - | - | - |
| シカゴ・カブス       | 0 | 0 | 0 | 0 | 1 | 0 | 0 | 1 | 0 | 2 | 5 | 0 |
| ニューヨーク・メッツ | 1 | 0 | 0 | 0 | 1 | 1 | 1 | 0 | X | 4 | 8 | 1 |

1. 勝利：マット・ハービー（1勝）
2. セーブ：ジェウリス・ファミリア（1S）
3. 敗戦：ジョン・レスター（1敗）
4. 本塁打
CHC：カイル・シュワーバー1号ソロ
NYM：ダニエル・マーフィー1号ソロ、トラビス・ダーノー1号ソロ
5. 審判
［球審］ロブ・ドレイク
［塁審］一塁: ティム・ティモンズ、二塁: テッド・バレット、三塁: ポール・エメル
［外審］左翼: エリック・クーパー、右翼: ビル・ミラー
6. 試合開始時刻: 東部夏時間（UTC-4）午後8時8分  試合時間: 2時間55分  観客: 4万4287人  気温: 48°F（8.9°C）
詳細: MLB.com Gameday / ESPN.com / Baseball-Reference.com / Fangraphs

| シカゴ・カブス | シカゴ・カブス | シカゴ・カブス  | シカゴ・カブス | シカゴ・カブス                                                                                       | ニューヨーク・メッツ | ニューヨーク・メッツ | ニューヨーク・メッツ | ニューヨーク・メッツ | ニューヨーク・メッツ                                                                                                 |
| -------------- | -------------- | --------------- | -------------- | --- | -------------------- | -------------------- | -------------------- | -------------------- | --- |
| 打順           | 守備           | 選手            | 打席           | J・レスターD・ロスA・リゾS・カストロK・ブライ · アントJ・バエズK・シュワーバーD・ファウラーJ・ソレア | 打順                 | 守備                 | 選手                 | 打席                 | M・ハービーT・ダーノーM・カダイアーD・マーフィーD・ライトW・フローレスY・セスペデスJ・ラガーレスC・グラン · ダーソン |
| 1              | 中             | D・ファウラー   | 両             | J・レスターD・ロスA・リゾS・カストロK・ブライ · アントJ・バエズK・シュワーバーD・ファウラーJ・ソレア | 1                    | 右                   | C・グランダーソン    | 左                   | M・ハービーT・ダーノーM・カダイアーD・マーフィーD・ライトW・フローレスY・セスペデスJ・ラガーレスC・グラン · ダーソン |
| 2              | 左             | K・シュワーバー | 左             | J・レスターD・ロスA・リゾS・カストロK・ブライ · アントJ・バエズK・シュワーバーD・ファウラーJ・ソレア | 2                    | 三                   | D・ライト            | 右                   | M・ハービーT・ダーノーM・カダイアーD・マーフィーD・ライトW・フローレスY・セスペデスJ・ラガーレスC・グラン · ダーソン |
| 3              | 三             | K・ブライアント | 右             | J・レスターD・ロスA・リゾS・カストロK・ブライ · アントJ・バエズK・シュワーバーD・ファウラーJ・ソレア | 3                    | 二                   | D・マーフィー        | 左                   | M・ハービーT・ダーノーM・カダイアーD・マーフィーD・ライトW・フローレスY・セスペデスJ・ラガーレスC・グラン · ダーソン |
| 4              | 一             | A・リゾ         | 左             | J・レスターD・ロスA・リゾS・カストロK・ブライ · アントJ・バエズK・シュワーバーD・ファウラーJ・ソレア | 4                    | 左                   | Y・セスペデス        | 右                   | M・ハービーT・ダーノーM・カダイアーD・マーフィーD・ライトW・フローレスY・セスペデスJ・ラガーレスC・グラン · ダーソン |
| 5              | 二             | S・カストロ     | 右             | J・レスターD・ロスA・リゾS・カストロK・ブライ · アントJ・バエズK・シュワーバーD・ファウラーJ・ソレア | 5                    | 捕                   | T・ダーノー          | 右                   | M・ハービーT・ダーノーM・カダイアーD・マーフィーD・ライトW・フローレスY・セスペデスJ・ラガーレスC・グラン · ダーソン |
| 6              | 右             | J・ソレア       | 右             | J・レスターD・ロスA・リゾS・カストロK・ブライ · アントJ・バエズK・シュワーバーD・ファウラーJ・ソレア | 6                    | 一                   | M・カダイアー        | 右                   | M・ハービーT・ダーノーM・カダイアーD・マーフィーD・ライトW・フローレスY・セスペデスJ・ラガーレスC・グラン · ダーソン |
| 7              | 遊             | J・バエズ       | 右             | J・レスターD・ロスA・リゾS・カストロK・ブライ · アントJ・バエズK・シュワーバーD・ファウラーJ・ソレア | 7                    | 遊                   | W・フローレス        | 右                   | M・ハービーT・ダーノーM・カダイアーD・マーフィーD・ライトW・フローレスY・セスペデスJ・ラガーレスC・グラン · ダーソン |
| 8              | 捕             | D・ロス         | 右             | J・レスターD・ロスA・リゾS・カストロK・ブライ · アントJ・バエズK・シュワーバーD・ファウラーJ・ソレア | 8                    | 中                   | J・ラガーレス        | 右                   | M・ハービーT・ダーノーM・カダイアーD・マーフィーD・ライトW・フローレスY・セスペデスJ・ラガーレスC・グラン · ダーソン |
| 9              | 投             | J・レスター     | 左             | J・レスターD・ロスA・リゾS・カストロK・ブライ · アントJ・バエズK・シュワーバーD・ファウラーJ・ソレア | 9                    | 投                   | M・ハービー          | 右                   | M・ハービーT・ダーノーM・カダイアーD・マーフィーD・ライトW・フローレスY・セスペデスJ・ラガーレスC・グラン · ダーソン |
| 先発投手       | 先発投手       | 先発投手        | 投球           | J・レスターD・ロスA・リゾS・カストロK・ブライ · アントJ・バエズK・シュワーバーD・ファウラーJ・ソレア | 先発投手             | 先発投手             | 先発投手             | 投球                 | M・ハービーT・ダーノーM・カダイアーD・マーフィーD・ライトW・フローレスY・セスペデスJ・ラガーレスC・グラン · ダーソン |
| J・レスター    | J・レスター    | J・レスター     | 左             | J・レスターD・ロスA・リゾS・カストロK・ブライ · アントJ・バエズK・シュワーバーD・ファウラーJ・ソレア | M・ハービー          | M・ハービー          | M・ハービー          | 右                   | M・ハービーT・ダーノーM・カダイアーD・マーフィーD・ライトW・フローレスY・セスペデスJ・ラガーレスC・グラン · ダーソン |

メッツは初回裏、相手先発投手の左腕ジョン・レスターから、3番ダニエル・マーフィーのソロ本塁打で先制した。マーフィーはこの年のレギュラーシーズンでは14本塁打で、そのうち左投手からのものは1本のみだったのが、今ポストシーズンでは6試合目でこれが対左投手3本目の本塁打となった。メッツ先発投手のマット・ハービーは、最初の4イニングでひとりの走者も許さない。初回先頭打者デクスター・ファウラーと2番カイル・シュワーバーから連続三振を奪ったところで、本拠地球場シティ・フィールドに「ハー・ビー！ ハー・ビー！」とチャントが発生し始め、その声量はイニングが進むごとに大きくなっていった。今シーズンのカブス打線は95mph（約152.9km/h）以上の速球に打率.228と弱かったのに対し、この日のハービーは速球の平均球速がその水準を超えていただけでなく、スライダーやチェンジアップなどの変化球も効果的に織り交ぜていた。
5回表、ハービーは先頭打者アンソニー・リゾへの死球で初めて走者を出すと、続くスターリン・カストロの適時二塁打で同点に追いつかれる。一死後、7番ハビアー・バエズの左前打でカストロは二塁から勝ち越しのホームを狙ったが、左翼手ヨエニス・セスペデスの送球に生還を阻まれた。カストロは、セスペデスが強肩で知られていることや、打球が自分の右側に飛んだためスタートが遅れたことから、三塁コーチのゲイリー・ジョーンズが本塁突入を指示したことに驚いたという。その裏、メッツは二死一・二塁から1番カーティス・グランダーソンの適時打で1点を勝ち越す。さらに6回裏にはバックスクリーンへ飛び込む5番トラビス・ダーノーのソロ本塁打で、7回裏には一死三塁から1番グランダーソンの犠牲フライで、それぞれ1点ずつ加えた。レスターが失点した場面は、ダーノーの本塁打を除きいずれもレスターの得意球であるカッターが打たれたものだった。8回表、カブスは二死から2番シュワーバーのソロ本塁打で2点差に詰め寄る。メッツはここでハービーから抑え投手ジェウリス・ファミリアへ継投、ファミリアはイニングまたぎの4アウトセーブで試合を締めた。
シティ・フィールドのバックスクリーンには、巨大なリンゴ型オブジェ "ホームラン・アップル" がある。これは、メッツの本拠地都市ニューヨーク州ニューヨークの愛称が "ビッグ・アップル" であることに因むもので、メッツの選手が本塁打を放つとせり上がってファンの目を楽しませる。ダーノーの本塁打がオブジェを直撃したため、翌日の試合前、打球が当たった箇所に×型の絆創膏があてがわれた。球団関係者によれば、メッツの選手が試合で放った本塁打がオブジェを直撃したのは、開場初年度の2009年以来6年ぶりではないかという。絆創膏は打撃練習終了後、第2戦が始まる前に剥がされた。

### 第2戦 10月18日
- シティ・フィールド（ニューヨーク州ニューヨーク市クイーンズ区）

|                      | 1 | 2 | 3 | 4 | 5 | 6 | 7 | 8 | 9 | R | H | E |
| -------------------- | - | - | - | - | - | - | - | - | - | - | - | - |
| シカゴ・カブス       | 0 | 0 | 0 | 0 | 0 | 1 | 0 | 0 | 0 | 1 | 5 | 0 |
| ニューヨーク・メッツ | 3 | 0 | 1 | 0 | 0 | 0 | 0 | 0 | X | 4 | 5 | 0 |

1. 勝利：ノア・シンダーガード（1勝）
2. セーブ：ジェウリス・ファミリア（2S）
3. 敗戦：ジェイク・アリエータ（1敗）
4. 本塁打
NYM：ダニエル・マーフィー2号2ラン
5. 審判
［球審］ティム・ティモンズ
［塁審］一塁: テッド・バレット、二塁: ポール・エメル、三塁: エリック・クーパー
［外審］左翼: ビル・ミラー、右翼: ロブ・ドレイク
6. 試合開始時刻: 東部夏時間（UTC-4）午後8時9分  試合時間: 3時間7分  観客: 4万4502人  気温: 45°F（7.2°C）
詳細: MLB.com Gameday / ESPN.com / Baseball-Reference.com / Fangraphs

| シカゴ・カブス | シカゴ・カブス | シカゴ・カブス  | シカゴ・カブス | シカゴ・カブス                                                                                               | ニューヨーク・メッツ | ニューヨーク・メッツ | ニューヨーク・メッツ | ニューヨーク・メッツ | ニューヨーク・メッツ |
| -------------- | -------------- | --------------- | -------------- | --- | -------------------- | -------------------- | -------------------- | -------------------- | --- |
| 打順           | 守備           | 選手            | 打席           | J・アリエータM・モンテロA・リゾS・カストロK・ブライ · アントJ・バエズK・シュワーバーD・ファウラーC・コグラン | 打順                 | 守備                 | 選手                 | 打席                 | N・シンダーガードT・ダーノーL・ドゥーダD・マーフィーD・ライトW・フローレスM・コンフォルトY・セスペデスC・グラン · ダーソン |
| 1              | 中             | D・ファウラー   | 両             | J・アリエータM・モンテロA・リゾS・カストロK・ブライ · アントJ・バエズK・シュワーバーD・ファウラーC・コグラン | 1                    | 右                   | C・グランダーソン    | 左                   | N・シンダーガードT・ダーノーL・ドゥーダD・マーフィーD・ライトW・フローレスM・コンフォルトY・セスペデスC・グラン · ダーソン |
| 2              | 左             | K・シュワーバー | 左             | J・アリエータM・モンテロA・リゾS・カストロK・ブライ · アントJ・バエズK・シュワーバーD・ファウラーC・コグラン | 2                    | 三                   | D・ライト            | 右                   | N・シンダーガードT・ダーノーL・ドゥーダD・マーフィーD・ライトW・フローレスM・コンフォルトY・セスペデスC・グラン · ダーソン |
| 3              | 三             | K・ブライアント | 右             | J・アリエータM・モンテロA・リゾS・カストロK・ブライ · アントJ・バエズK・シュワーバーD・ファウラーC・コグラン | 3                    | 二                   | D・マーフィー        | 左                   | N・シンダーガードT・ダーノーL・ドゥーダD・マーフィーD・ライトW・フローレスM・コンフォルトY・セスペデスC・グラン · ダーソン |
| 4              | 一             | A・リゾ         | 左             | J・アリエータM・モンテロA・リゾS・カストロK・ブライ · アントJ・バエズK・シュワーバーD・ファウラーC・コグラン | 4                    | 中                   | Y・セスペデス        | 右                   | N・シンダーガードT・ダーノーL・ドゥーダD・マーフィーD・ライトW・フローレスM・コンフォルトY・セスペデスC・グラン · ダーソン |
| 5              | 二             | S・カストロ     | 右             | J・アリエータM・モンテロA・リゾS・カストロK・ブライ · アントJ・バエズK・シュワーバーD・ファウラーC・コグラン | 5                    | 一                   | L・ドゥーダ          | 左                   | N・シンダーガードT・ダーノーL・ドゥーダD・マーフィーD・ライトW・フローレスM・コンフォルトY・セスペデスC・グラン · ダーソン |
| 6              | 右             | C・コグラン     | 左             | J・アリエータM・モンテロA・リゾS・カストロK・ブライ · アントJ・バエズK・シュワーバーD・ファウラーC・コグラン | 6                    | 捕                   | T・ダーノー          | 右                   | N・シンダーガードT・ダーノーL・ドゥーダD・マーフィーD・ライトW・フローレスM・コンフォルトY・セスペデスC・グラン · ダーソン |
| 7              | 捕             | M・モンテロ     | 左             | J・アリエータM・モンテロA・リゾS・カストロK・ブライ · アントJ・バエズK・シュワーバーD・ファウラーC・コグラン | 7                    | 左                   | M・コンフォルト      | 左                   | N・シンダーガードT・ダーノーL・ドゥーダD・マーフィーD・ライトW・フローレスM・コンフォルトY・セスペデスC・グラン · ダーソン |
| 8              | 遊             | J・バエズ       | 右             | J・アリエータM・モンテロA・リゾS・カストロK・ブライ · アントJ・バエズK・シュワーバーD・ファウラーC・コグラン | 8                    | 遊                   | W・フローレス        | 右                   | N・シンダーガードT・ダーノーL・ドゥーダD・マーフィーD・ライトW・フローレスM・コンフォルトY・セスペデスC・グラン · ダーソン |
| 9              | 投             | J・アリエータ   | 右             | J・アリエータM・モンテロA・リゾS・カストロK・ブライ · アントJ・バエズK・シュワーバーD・ファウラーC・コグラン | 9                    | 投                   | N・シンダーガード    | 左                   | N・シンダーガードT・ダーノーL・ドゥーダD・マーフィーD・ライトW・フローレスM・コンフォルトY・セスペデスC・グラン · ダーソン |
| 先発投手       | 先発投手       | 先発投手        | 投球           | J・アリエータM・モンテロA・リゾS・カストロK・ブライ · アントJ・バエズK・シュワーバーD・ファウラーC・コグラン | 先発投手             | 先発投手             | 先発投手             | 投球                 | N・シンダーガードT・ダーノーL・ドゥーダD・マーフィーD・ライトW・フローレスM・コンフォルトY・セスペデスC・グラン · ダーソン |
| J・アリエータ  | J・アリエータ  | J・アリエータ   | 右             | J・アリエータM・モンテロA・リゾS・カストロK・ブライ · アントJ・バエズK・シュワーバーD・ファウラーC・コグラン | N・シンダーガード    | N・シンダーガード    | N・シンダーガード    | 右                   | N・シンダーガードT・ダーノーL・ドゥーダD・マーフィーD・ライトW・フローレスM・コンフォルトY・セスペデスC・グラン · ダーソン |

カブス先発投手のジェイク・アリエータはこの年、チームが敗れた次の試合に先発登板するとチームが14戦11勝、また敵地での先発登板時は自身が14勝1敗を記録していた。この日は、前日敗戦かつ敵地開催といずれの条件も満たしているものの、最初のアウトを奪う前から失点し、結果的にはそれが決勝点となって敗れることとなる。メッツは初回裏、先頭打者カーティス・グランダーソンが右前打で出塁後、続くデビッド・ライトの適時二塁打でまず1点を先制、さらに3番ダニエル・マーフィーの本塁打で2点を加えた。マーフィーはこれで、地区シリーズ第4戦から続く連続試合本塁打を4に伸ばした。単一年のポストシーズンで4試合連続本塁打は史上5人目、歴代2位タイである。マーフィーはベースを一周してダグアウトへ戻ると、観客からのカーテンコールに応えた。
2回表、メッツ先発投手ノア・シンダーガードに対し、カブス5番クリス・コグランが右中間へ本塁打性の飛球を放つ。しかしこれを、右翼手グランダーソンがフェンス際でジャンプしフェンス上に手を伸ばして捕球した。コグランは本塁打を阻止され「ああいうプレイがあると流れが相手に大きく傾くんだよな」と述べた。さらにグランダーソンは3回裏、先頭打者として四球で出塁後に2盗塁で三塁へ進み、4番ヨエニス・セスペデスの適時内野安打で4点目のホームを踏んだ。アリエータは6回表、自らの打順で代打を出され、5回4失点でこの日の登板を終えた。この回、カブスは二死二塁から3番クリス・ブライアントの適時二塁打で1点を返し、シンダーガードを降板に追い込む。しかし、4番アンソニー・リゾがジョナソン・ニースに空振り三振に仕留められ、2点目は奪えず。その後メッツは、7回表をアディソン・リードが、8回表をタイラー・クリッパードが、そして9回表を抑え投手ジェウリス・ファミリアが封じ、4－1で勝利した。

### 第3戦 10月20日
- リグレー・フィールド（イリノイ州シカゴ）

|                      | 1 | 2 | 3 | 4 | 5 | 6 | 7 | 8 | 9 | R | H  | E |
| -------------------- | - | - | - | - | - | - | - | - | - | - | -- | - |
| ニューヨーク・メッツ | 1 | 0 | 1 | 0 | 0 | 1 | 2 | 0 | 0 | 5 | 11 | 0 |
| シカゴ・カブス       | 1 | 0 | 0 | 1 | 0 | 0 | 0 | 0 | 0 | 2 | 5  | 1 |

1. 勝利：ジェイコブ・デグロム（1勝）
2. セーブ：ジェウリス・ファミリア（3S）
3. 敗戦：トレバー・ケーヒル（1敗）
4. 本塁打
NYM：ダニエル・マーフィー3号ソロ
CHC：カイル・シュワーバー2号ソロ、ホルヘ・ソレア1号ソロ
5. 審判
［球審］テッド・バレット
［塁審］一塁: ポール・エメル、二塁: エリック・クーパー、三塁: ビル・ミラー
［外審］左翼: マーク・ウェグナー、右翼: ティム・ティモンズ
6. 試合開始時刻: 中部夏時間（UTC-5）午後7時7分  試合時間: 3時間1分  観客: 4万2231人  気温: 72°F（22.2°C）
詳細: MLB.com Gameday / ESPN.com / Baseball-Reference.com / Fangraphs

| ニューヨーク・メッツ | ニューヨーク・メッツ | ニューヨーク・メッツ | ニューヨーク・メッツ | ニューヨーク・メッツ                                                                                                 | シカゴ・カブス    | シカゴ・カブス    | シカゴ・カブス    | シカゴ・カブス | シカゴ・カブス                                                                                                 |
| -------------------- | -------------------- | -------------------- | -------------------- | --- | ----------------- | ----------------- | ----------------- | -------------- | --- |
| 打順                 | 守備                 | 選手                 | 打席                 | J・デグロムT・ダーノーL・ドゥーダD・マーフィーD・ライトW・フローレスM・コンフォルトY・セスペデスC・グラン · ダーソン | 打順              | 守備              | 選手              | 打席           | K・ヘンドリックスM・モンテロA・リゾS・カストロK・ブライ · アントJ・バエズK・シュワーバーD・ファウラーJ・ソレア |
| 1                    | 右                   | C・グランダーソン    | 左                   | J・デグロムT・ダーノーL・ドゥーダD・マーフィーD・ライトW・フローレスM・コンフォルトY・セスペデスC・グラン · ダーソン | 1                 | 中                | D・ファウラー     | 両             | K・ヘンドリックスM・モンテロA・リゾS・カストロK・ブライ · アントJ・バエズK・シュワーバーD・ファウラーJ・ソレア |
| 2                    | 三                   | D・ライト            | 右                   | J・デグロムT・ダーノーL・ドゥーダD・マーフィーD・ライトW・フローレスM・コンフォルトY・セスペデスC・グラン · ダーソン | 2                 | 左                | K・シュワーバー   | 左             | K・ヘンドリックスM・モンテロA・リゾS・カストロK・ブライ · アントJ・バエズK・シュワーバーD・ファウラーJ・ソレア |
| 3                    | 二                   | D・マーフィー        | 左                   | J・デグロムT・ダーノーL・ドゥーダD・マーフィーD・ライトW・フローレスM・コンフォルトY・セスペデスC・グラン · ダーソン | 3                 | 三                | K・ブライアント   | 右             | K・ヘンドリックスM・モンテロA・リゾS・カストロK・ブライ · アントJ・バエズK・シュワーバーD・ファウラーJ・ソレア |
| 4                    | 中                   | Y・セスペデス        | 右                   | J・デグロムT・ダーノーL・ドゥーダD・マーフィーD・ライトW・フローレスM・コンフォルトY・セスペデスC・グラン · ダーソン | 4                 | 一                | A・リゾ           | 左             | K・ヘンドリックスM・モンテロA・リゾS・カストロK・ブライ · アントJ・バエズK・シュワーバーD・ファウラーJ・ソレア |
| 5                    | 一                   | L・ドゥーダ          | 左                   | J・デグロムT・ダーノーL・ドゥーダD・マーフィーD・ライトW・フローレスM・コンフォルトY・セスペデスC・グラン · ダーソン | 5                 | 二                | S・カストロ       | 右             | K・ヘンドリックスM・モンテロA・リゾS・カストロK・ブライ · アントJ・バエズK・シュワーバーD・ファウラーJ・ソレア |
| 6                    | 捕                   | T・ダーノー          | 右                   | J・デグロムT・ダーノーL・ドゥーダD・マーフィーD・ライトW・フローレスM・コンフォルトY・セスペデスC・グラン · ダーソン | 6                 | 右                | J・ソレア         | 右             | K・ヘンドリックスM・モンテロA・リゾS・カストロK・ブライ · アントJ・バエズK・シュワーバーD・ファウラーJ・ソレア |
| 7                    | 左                   | M・コンフォルト      | 左                   | J・デグロムT・ダーノーL・ドゥーダD・マーフィーD・ライトW・フローレスM・コンフォルトY・セスペデスC・グラン · ダーソン | 7                 | 捕                | M・モンテロ       | 左             | K・ヘンドリックスM・モンテロA・リゾS・カストロK・ブライ · アントJ・バエズK・シュワーバーD・ファウラーJ・ソレア |
| 8                    | 遊                   | W・フローレス        | 右                   | J・デグロムT・ダーノーL・ドゥーダD・マーフィーD・ライトW・フローレスM・コンフォルトY・セスペデスC・グラン · ダーソン | 8                 | 投                | K・ヘンドリックス | 右             | K・ヘンドリックスM・モンテロA・リゾS・カストロK・ブライ · アントJ・バエズK・シュワーバーD・ファウラーJ・ソレア |
| 9                    | 投                   | J・デグロム          | 左                   | J・デグロムT・ダーノーL・ドゥーダD・マーフィーD・ライトW・フローレスM・コンフォルトY・セスペデスC・グラン · ダーソン | 9                 | 遊                | J・バエズ         | 右             | K・ヘンドリックスM・モンテロA・リゾS・カストロK・ブライ · アントJ・バエズK・シュワーバーD・ファウラーJ・ソレア |
| 先発投手             | 先発投手             | 先発投手             | 投球                 | J・デグロムT・ダーノーL・ドゥーダD・マーフィーD・ライトW・フローレスM・コンフォルトY・セスペデスC・グラン · ダーソン | 先発投手          | 先発投手          | 先発投手          | 投球           | K・ヘンドリックスM・モンテロA・リゾS・カストロK・ブライ · アントJ・バエズK・シュワーバーD・ファウラーJ・ソレア |
| J・デグロム          | J・デグロム          | J・デグロム          | 右                   | J・デグロムT・ダーノーL・ドゥーダD・マーフィーD・ライトW・フローレスM・コンフォルトY・セスペデスC・グラン · ダーソン | K・ヘンドリックス | K・ヘンドリックス | K・ヘンドリックス | 右             | K・ヘンドリックスM・モンテロA・リゾS・カストロK・ブライ · アントJ・バエズK・シュワーバーD・ファウラーJ・ソレア |

前年まで5年連続地区5位だったカブスが、この年レギュラーシーズンで97勝を挙げポストシーズンも勝ち進んだことで、ファンの期待は大いに高まっていた。チケット再販仲介業者 "TiqIQ" によると、リグレー・フィールドで開催される3試合のチケット平均価格はシリーズ開幕時点で1,228.16ドルと、同社がリーグ優勝決定戦のチケット価格について統計を取り始めた2010年以降では最高額となった。第3戦当日、一部のファンは当日券が急遽販売される可能性に備え、球場のチケット売場に朝4時から行列を作っていた。
初回表、メッツは二死一塁から4番ヨエニス・セスペデスの適時二塁打で先制点を挙げる。しかしその裏、カブスは2番カイル・シュワーバーのソロ本塁打で同点に追いつく。その後も相手先発投手ジェイコブ・デグロムを攻め立て、4番アンソニー・リゾと5番スターリン・カストロの連打で二死一・二塁とするが、6番ホルヘ・ソレアが遊ゴロに倒れ勝ち越し機を逸した。3回表、メッツは3番デビッド・マーフィーのソロ本塁打で再び1点を先行する。地区シリーズ第4戦から続くマーフィーのポストシーズン連続試合本塁打はこれで5に伸び、2004年のカルロス・ベルトランが樹立した最長記録に並んだ。これに対しカブスは、4回裏に6番ソレアのソロ本塁打で同点に追いついた。
6回表、カブスは3番手の投手としてトレバー・ケーヒルを登板させた。メッツは先頭打者セスペデスが右前打で出塁し、続くルーカス・ドゥーダの犠牲バントで二塁へ進んだあと、6番トラビス・ダーノーの打席で三塁への盗塁を決めた。カブスはレギュラーシーズンの許盗塁数も盗塁阻止率も全30球団中ワースト2位なだけに、レギュラーシーズンの三盗数が5しかないメッツも、今シリーズはこれで3個目の三盗成功となった。ダーノーは三ゴロでセスペデスは三塁から動けず、次打者マイケル・コンフォルトは2ストライクに追い込まれる。5球目にケーヒルはナックルカーブを投じ、コンフォルトは空振りで三振となった。だがこの投球がワンバウンドして捕手ミゲル・モンテロが後ろに逸らしたため、アウトが成立せずコンフォルトは振り逃げ、セスペデスもその間に生還しメッツが勝ち越し点を奪った。
デグロムは援護点をもらった直後の6回裏を三者凡退で片付ける。さらに7回表、打線が4番セスペデスの適時打などで2点を加えると、その裏も三者凡退として、この回限りで出番を終えた。この日のデグロムは初回裏こそ29球を費やしたものの、そのうち20球が速球という配球を2回以降改め、チェンジアップやスライダーなど変化球の割合を全投球の3分の2ほどまで高めたところ、71球で6イニングを消化して被安打はソレアのソロ本塁打のみと一転して好投した。8回以降のメッツはタイラー・クリッパード→抑え投手ジェウリス・ファミリアの継投でリードを守りきり、3連勝でリーグ優勝に王手をかけた。

### 第4戦 10月21日
- リグレー・フィールド（イリノイ州シカゴ）

|                      | 1 | 2 | 3 | 4 | 5 | 6 | 7 | 8 | 9 | R | H  | E |
| -------------------- | - | - | - | - | - | - | - | - | - | - | -- | - |
| ニューヨーク・メッツ | 4 | 2 | 0 | 0 | 0 | 0 | 0 | 2 | 0 | 8 | 11 | 0 |
| シカゴ・カブス       | 0 | 0 | 0 | 1 | 0 | 0 | 0 | 2 | 0 | 3 | 6  | 0 |

1. 勝利：バートロ・コローン（1勝）
2. 敗戦：ジェイソン・ハメル（1敗）
3. 本塁打
NYM：ルーカス・ドゥーダ1号3ラン、トラビス・ダーノー2号ソロ、ダニエル・マーフィー4号2ラン
CHC：クリス・ブライアント1号ソロ
4. 審判
［球審］ポール・エメル
［塁審］一塁: エリック・クーパー、二塁: ビル・ミラー、三塁: マーク・ウェグナー
［外審］左翼: ティム・ティモンズ、右翼: テッド・バレット
5. 試合開始時刻: 中部夏時間（UTC-5）午後7時7分  試合時間: 3時間32分  観客: 4万2227人  気温: 72°F（22.2°C）
詳細: MLB.com Gameday / ESPN.com / Baseball-Reference.com / Fangraphs

| ニューヨーク・メッツ | ニューヨーク・メッツ | ニューヨーク・メッツ | ニューヨーク・メッツ | ニューヨーク・メッツ                                                                                               | シカゴ・カブス | シカゴ・カブス | シカゴ・カブス  | シカゴ・カブス | シカゴ・カブス                                                                                     |
| -------------------- | -------------------- | -------------------- | -------------------- | --- | -------------- | -------------- | --------------- | -------------- | -------------------------------------------------------------------------------------------------- |
| 打順                 | 守備                 | 選手                 | 打席                 | S・マッツT・ダーノーL・ドゥーダD・マーフィーD・ライトW・フローレスM・コンフォルトY・セスペデスC・グラン · ダーソン | 打順           | 守備           | 選手            | 打席           | J・ハメルD・ロスA・リゾS・カストロK・ブライ · アントJ・バエズK・シュワーバーD・ファウラーJ・ソレア |
| 1                    | 右                   | C・グランダーソン    | 左                   | S・マッツT・ダーノーL・ドゥーダD・マーフィーD・ライトW・フローレスM・コンフォルトY・セスペデスC・グラン · ダーソン | 1              | 中             | D・ファウラー   | 両             | J・ハメルD・ロスA・リゾS・カストロK・ブライ · アントJ・バエズK・シュワーバーD・ファウラーJ・ソレア |
| 2                    | 三                   | D・ライト            | 右                   | S・マッツT・ダーノーL・ドゥーダD・マーフィーD・ライトW・フローレスM・コンフォルトY・セスペデスC・グラン · ダーソン | 2              | 右             | J・ソレア       | 右             | J・ハメルD・ロスA・リゾS・カストロK・ブライ · アントJ・バエズK・シュワーバーD・ファウラーJ・ソレア |
| 3                    | 二                   | D・マーフィー        | 左                   | S・マッツT・ダーノーL・ドゥーダD・マーフィーD・ライトW・フローレスM・コンフォルトY・セスペデスC・グラン · ダーソン | 3              | 三             | K・ブライアント | 右             | J・ハメルD・ロスA・リゾS・カストロK・ブライ · アントJ・バエズK・シュワーバーD・ファウラーJ・ソレア |
| 4                    | 中                   | Y・セスペデス        | 右                   | S・マッツT・ダーノーL・ドゥーダD・マーフィーD・ライトW・フローレスM・コンフォルトY・セスペデスC・グラン · ダーソン | 4              | 一             | A・リゾ         | 左             | J・ハメルD・ロスA・リゾS・カストロK・ブライ · アントJ・バエズK・シュワーバーD・ファウラーJ・ソレア |
| 5                    | 一                   | L・ドゥーダ          | 左                   | S・マッツT・ダーノーL・ドゥーダD・マーフィーD・ライトW・フローレスM・コンフォルトY・セスペデスC・グラン · ダーソン | 5              | 二             | S・カストロ     | 右             | J・ハメルD・ロスA・リゾS・カストロK・ブライ · アントJ・バエズK・シュワーバーD・ファウラーJ・ソレア |
| 6                    | 捕                   | T・ダーノー          | 右                   | S・マッツT・ダーノーL・ドゥーダD・マーフィーD・ライトW・フローレスM・コンフォルトY・セスペデスC・グラン · ダーソン | 6              | 左             | K・シュワーバー | 左             | J・ハメルD・ロスA・リゾS・カストロK・ブライ · アントJ・バエズK・シュワーバーD・ファウラーJ・ソレア |
| 7                    | 左                   | M・コンフォルト      | 左                   | S・マッツT・ダーノーL・ドゥーダD・マーフィーD・ライトW・フローレスM・コンフォルトY・セスペデスC・グラン · ダーソン | 7              | 遊             | J・バエズ       | 右             | J・ハメルD・ロスA・リゾS・カストロK・ブライ · アントJ・バエズK・シュワーバーD・ファウラーJ・ソレア |
| 8                    | 遊                   | W・フローレス        | 右                   | S・マッツT・ダーノーL・ドゥーダD・マーフィーD・ライトW・フローレスM・コンフォルトY・セスペデスC・グラン · ダーソン | 8              | 投             | J・ハメル       | 右             | J・ハメルD・ロスA・リゾS・カストロK・ブライ · アントJ・バエズK・シュワーバーD・ファウラーJ・ソレア |
| 9                    | 投                   | S・マッツ            | 右                   | S・マッツT・ダーノーL・ドゥーダD・マーフィーD・ライトW・フローレスM・コンフォルトY・セスペデスC・グラン · ダーソン | 9              | 捕             | D・ロス         | 右             | J・ハメルD・ロスA・リゾS・カストロK・ブライ · アントJ・バエズK・シュワーバーD・ファウラーJ・ソレア |
| 先発投手             | 先発投手             | 先発投手             | 投球                 | S・マッツT・ダーノーL・ドゥーダD・マーフィーD・ライトW・フローレスM・コンフォルトY・セスペデスC・グラン · ダーソン | 先発投手       | 先発投手       | 先発投手        | 投球           | J・ハメルD・ロスA・リゾS・カストロK・ブライ · アントJ・バエズK・シュワーバーD・ファウラーJ・ソレア |
| S・マッツ            | S・マッツ            | S・マッツ            | 左                   | S・マッツT・ダーノーL・ドゥーダD・マーフィーD・ライトW・フローレスM・コンフォルトY・セスペデスC・グラン · ダーソン | J・ハメル      | J・ハメル      | J・ハメル       | 右             | J・ハメルD・ロスA・リゾS・カストロK・ブライ · アントJ・バエズK・シュワーバーD・ファウラーJ・ソレア |

メッツは初回表、先頭打者カーティス・グランダーソンの左前打をきっかけに二死一・二塁と先制の好機を迎えた。5番ルーカス・ドゥーダに対し、カブス先発投手のジェイソン・ハメルは2ボール2ストライクとし、5球目は外角へ速球を投じた。ハメルはこの球が「ストライクだと思った」といい、その通りに判定されていればメッツは今シリーズ4試合目で初めて初回を無得点で終えるところだったが、球審ポール・エメルはボールと判定した。ファウルを挟んで7球目、ドゥーダは外角低めへの速球をバックスクリーン左へ運び、先制の3点本塁打とした。さらに次打者トラビス・ダーノーも本塁打で続いたうえ、後続2打者も出塁して、打順が9番・先発投手のスティーブン・マッツにまわった。こうしてマッツは今シリーズ最初の出番をマウンドではなく打席で迎えた。マッツは右飛に倒れたものの、4点の援護を得てその裏のマウンドに上がり、三者凡退に封じた。
2回表、一死から2番デビッド・ライトが四球で出塁し、カブスはハメルを諦めてトラビス・ウッドへ継投する。二死一・二塁となり、5番ドゥーダの適時二塁打でメッツがリードを6点に広げた。カブス打線は4回裏、先頭打者ホルヘ・ソレアの二塁打から無死満塁の好機を作ったが、6番カイル・シュワーバーの一ゴロ間に1点を返したのみで終わった。5回裏にも、二死無走者から1番デクスター・ファウラーと2番ソレアの連打で走者を溜める。メッツはここでマッツからバートロ・コローンへ継投し、3番クリス・ブライアントを空振り三振に仕留めた。8回表、メッツは3番ダニエル・マーフィーの2点本塁打で7点差に突き放した。マーフィーはこの一打で、地区シリーズ第4戦から続くポストシーズン連続試合本塁打を6に伸ばし、歴代最長記録を更新した。メッツ救援投手陣は相手打線の反撃をブライアントの本塁打による2点にとどめ、最後は4連投の抑え投手ジェウリス・ファミリアが試合を締めた。これによりメッツが初戦からの4連勝でリーグ優勝を決めた。
1989年公開の映画『バック・トゥ・ザ・フューチャー PART2』では、マイケル・J・フォックス演じる主人公マーティ・マクフライが1985年から2015年へタイムトラベルした際に「シカゴ・カブスがフロリダ州マイアミの球団をスウィープで下してワールドシリーズを制覇」というニュースを目にして驚く、という場面がある。劇中でカブスがスウィープ優勝を決めたとされる2015年10月21日に、奇しくも現実世界ではカブスのスウィープ敗退が決まることとなった。